# Comuna Sânmartin, Bihor
Sânmartin (în maghiară Váradszentmárton) este o comună în județul Bihor, Crișana, România, formată din satele Băile Felix, Betfia, Cihei, Cordău, Haieu, Rontău și Sânmartin (reședința).

## Demografie
Componența etnică a comunei Sânmartin
     Români (80,17%)
     Romi (6,42%)
     Maghiari (1,86%)
     Alte etnii (0,46%)
     Necunoscută (11,1%)
Componența confesională a comunei Sânmartin
     Ortodocși (68,23%)
     Penticostali (10,48%)
     Baptiști (3,53%)
     Romano-catolici (1,57%)
     Greco-catolici (1,15%)
     Reformați (1,1%)
     Alte religii (1,74%)
     Necunoscută (12,19%)
Conform recensământului efectuat în 2021, populația comunei Sânmartin se ridică la 12.448 de locuitori, în creștere față de recensământul anterior din 2011, când fuseseră înregistrați 9.572 de locuitori. Majoritatea locuitorilor sunt români (80,17%), cu minorități de romi (6,42%) și maghiari (1,86%), iar pentru 11,1% nu se cunoaște apartenența etnică. Din punct de vedere confesional, majoritatea locuitorilor sunt ortodocși (68,23%), cu minorități de penticostali (10,48%), baptiști (3,53%), romano-catolici (1,57%), greco-catolici (1,15%) și reformați (1,1%), iar pentru 12,19% nu se cunoaște apartenența confesională.

## Politică și administrație
Comuna Sânmartin este administrată de un primar și un consiliu local compus din 17 consilieri. Primarul, Cristian Laza[*], de la Partidul Social Democrat, este în funcție din 2016. Începând cu alegerile locale din 2024, consiliul local are următoarea componență pe partide politice:
|  | Partid                    | Consilieri | Componența Consiliului | Componența Consiliului | Componența Consiliului | Componența Consiliului | Componența Consiliului | Componența Consiliului | Componența Consiliului | Componența Consiliului | Componența Consiliului | Componența Consiliului | Componența Consiliului |
|  | ------------------------- | ---------- | ---------------------- | ---------------------- | ---------------------- | ---------------------- | ---------------------- | ---------------------- | ---------------------- | ---------------------- | ---------------------- | ---------------------- | ---------------------- |
|  | Partidul Social Democrat  | 11         |                        |                        |                        |                        |                        |                        |                        |                        |                        |                        |                        |
|  | Partidul Național Liberal | 6          |                        |                        |                        |                        |                        |                        |                        |                        |                        |                        |                        |

## Atracții turistice
- Biserica Ortodoxă din satul Rontău, secolul al XV-lea
- Biserica Romano-Catolică din satul Haieu, secolul al XIX-lea
- Capela din satul Haieu, secolul al XIV-lea
- Avenul de la Betfia (Hudra Bradii)
- Betfia (sit de importanță comunitară)
- Lacul Pețea (sit de importanță comunitară inclus in rețeaua europeana Natura 2000 în România)
- Rezervația naturală Pârâul Pețea (suprafață 4,0 ha)
- Castelul Sînmartin
- Băile Felix
- Băile 1 Mai

## Monument dispărut
Fosta așezare din epoca bronzului din satul Sânmartin (în locul numit "Dealul Korhany") este înscrisă pe "Lista monumentelor istorice dispărute", elaborată de Ministerul Culturii și Cultelor în anul 2004 (datare: epoca bronzului, cod 05A0070).

## Personalități
- Zoltán Ozoray Schenker, campion olimpic